# Stadsjeep
Stadsjeep (även kallad suv efter engelska sport utility vehicle) är en större personbil som kombinerar framkomligheten hos ett terrängfordon med komforten i en personbil. De är vanligtvis konstruerade med ett fem dörrars kombikarosseri, fem eller sju sittplatser, fyrhjulsdrift samt en stark motor.

## Etymologi
Ordet stadsjeep finns belagt i svenskan sedan 1980 med betydelsen jeepliknande bil som kan användas både i stadstrafik och i terräng.
Ordet suv i den här betydelsen finns belagt i svenskan sedan 1997 som initialord för sport utility vehicle. Det böjs som suven och suvar. Under 1700- och 1800-talen syftade suv på bräderna som utgör takbetäckningen i ryggåsstuga.

## Konstruktion
Suvmodeller som är baserade på pickuper eller terrängbilar är ofta rambyggda. Däremot brukar modeller som är konstruerade som suvar från grunden, och i princip är större och förstärkta personbilar, ha självbärande kaross.

## Historia

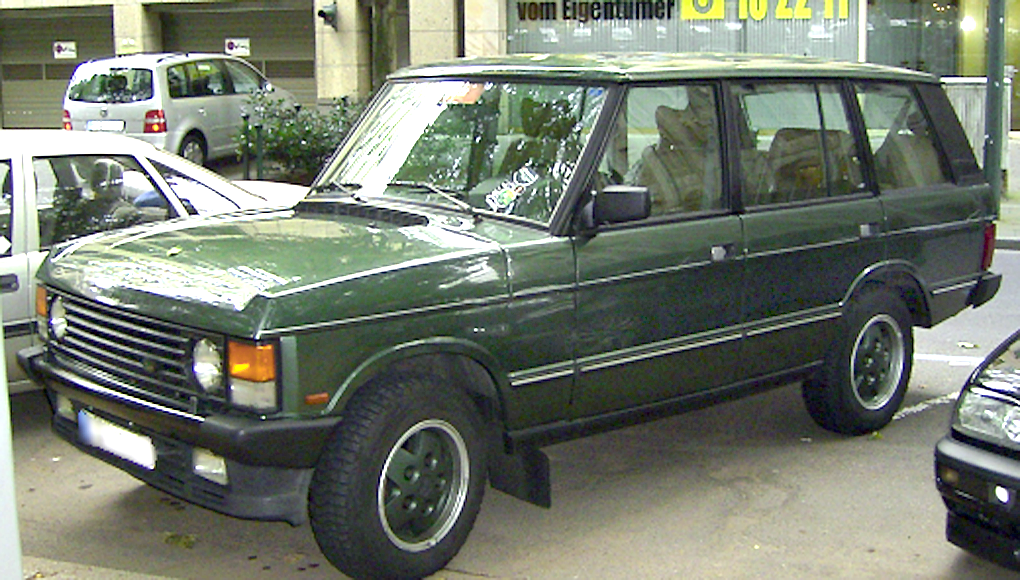
Första generationens Range Rover

En av de första terrängbilarna för civilt bruk var Jeep som 1946 tillverkade den passagerarvänliga Willys Jeep Station Wagon vilken kom att bli den första masstillverkade terrängbilen avsedd för passagerare och civilt bruk. Över 300 000 bilar tillverkades och den blev mycket populär, främst i förorterna. I Europa fångades trenden upp och Land Rovers Range Rover, som uppstod i slutet av 1960-talet fortsatte att kombinera personbilskomfort med framkomligheten hos märkets terrängfordon. Till en början var suvarna framförallt populära på landsbygden där deras mångsidighet kunde komma till sin rätt, men sedan 1990-talet har typen blivit allt populärare hos köpstarka stadsbor, framförallt i Nordamerika, varpå marknaden och utbudet växt kraftigt.
I Sverige använde 1981 Philipson ordet "stadsjeep" i sin reklam för bilen Talbot Matra Rancho.

## Kritik
Stadsjeeparna har orsakat en hel del debatt på grund av sin höjd och höga vikt som får svåra konsekvenser vid en kollision med vanliga personbilar eller oskyddade trafikanter. För föraren och passagerarna i stadsjeepen erbjuder den högre höjden och större vikten en ökad säkerhet i händelse av kollision med mindre bilar, däremot innebär den högre tyngdpunkten en ökad risk för att fordonet välter i samband med kraftiga undanmanövrer eller en singelolycka.
En annan nackdel är den högre bränsleförbrukningen samt det högre koldioxidutsläppet. De starka reaktionerna på miljöpåverkan och trafiksäkerhet har fått flera av biltillverkarna att ta fram modeller som är mera lämpade för stadsmiljö. Dessa bilar benämns ofta cuv (crossover utility vehicles), till exempel Honda CR-V).

## Varianter

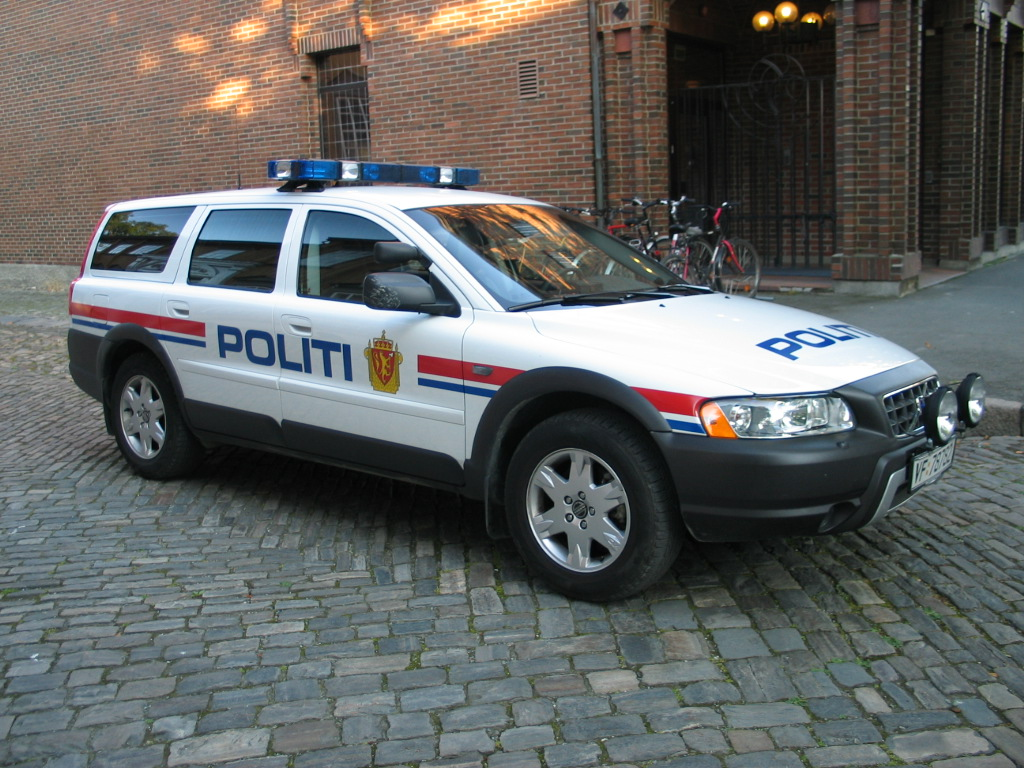
Volvo XC70 som polisbil i Norge.

Olika varianter på suvtemat har också dykt upp, till exempel kompaktsuv och crossoversuv (till exempel Volvo XC70) som är mindre, lättare och delar mer teknik med vanliga personbilar. Dessa omnämns numera ofta som cuv (crossover utility vehicle) istället för suv.
En cuv har ofta bättre bränsleekonomi än den större suven, men fortfarande normalt sämre än en kombibil med liknande motorkarakteristika och lastutrymme. Enligt Euro NCAP är skaderisken för en eventuellt påkörd fotgängare på liknande nivå som för traditionella familjebilar. Det för stadsjeeparna så typiska reservhjulet bak på bilen är oftast borta och för det mesta är den högre förarplaceringen och den högre markfrigången de enda synbara skillnaderna jämfört med vanliga personbilar.

## Exempel på suvar

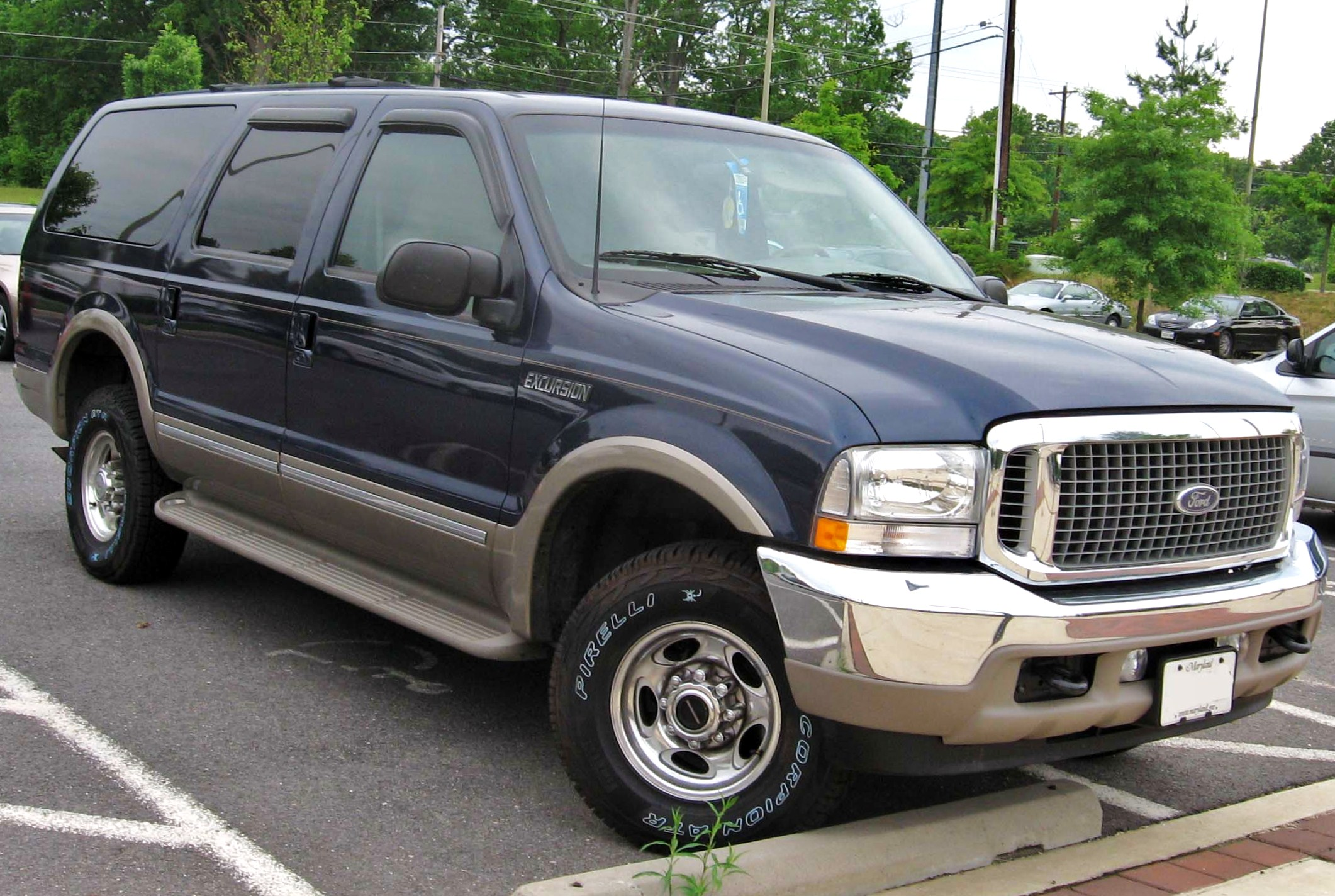
Ford Excursion - en av världens största stadsjeepar i serieproduktion

- Audis Q-serie
- BMW:s X-serie
- Citroen C
- Cadillac Escalade
- Chevrolet Suburban
- Chevrolet Tahoe
- Dodge Durango
- Fiat 500x
- Ford Explorer
- Honda CR-V
- Hummer
- Jeep Cherokee
- Jeep Compass
- Jeep Grand Cherokee
- Kia Sorento
- Land Rover Discovery
- Lexus RX
- Mercedes M-klass
- Mitsubishi Pajero
- Nissan Pathfinder
- Nissan Qashqai
- Porsche Cayenne
- Range Rover
- Range Rover Evoque
- SAABs X-serie
- Ssangyong Rexton
- Subaru Forester
- Toyota Land Cruiser
- Volkswagen Touareg
- Volvo XC90